# Refinería Deer Park
La Refinería Deer Park (en inglés, Deer Park Refinery) es una refinería de petróleo ubicada en Deer Park (Texas), en el Canal de Navegación de Houston en el área metropolitana de Houston. Tiene una capacidad de procesamiento de crudo de 43 700 m³/s, lo que la posiciona como la decimoctava más grande en Estados Unidos. El 24 de mayo de 2021, Pemex y Shell llegaron a un acuerdo para la venta de la participación de Shell en Deer Park Refining Limited Partnership. La transacción transferiría la propiedad total de la refinería a Pemex, sujeto a la aprobación regulatoria. El 20 de enero de 2022, Shell completó la venta de su participación en la refinería Deer Park a Pemex.

## Historia
Fue inaugurada en 1929. Desde 1993 hasta 2022 fue operada conjuntamente entre Shell Oil Company —subsidiaria de Shell plc y PEMEX.
El 24 de mayo de 2021, Pemex y Shell llegaron a un acuerdo para la venta de la participación de Shell, la transacción transferirá la propiedad total de la refinería a Pemex, sujeto a la aprobación regulatoria. El 20 de enero de 2022, Shell completó la venta de su participación en la refinería Deer Park a su socio Pemex.
A partir de diciembre de 2017, la planta es el cuarto contribuyente tributario más grande y el mayor décimo empleador en el condado de Harris.